# Norma Croker
Norma Wilson Croker-Fleming (Brisbane, 11 settembre 1934 – Brisbane, 21 agosto 2019) è stata una velocista e lunghista australiana, campionessa olimpica della staffetta 4×100 metri ai Giochi di Melbourne 1956.

## Palmarès
| Anno | Manifestazione  | Sede      | Evento         | Risultato  | Prestazione | Note            |
| ---- | --------------- | --------- | -------------- | ---------- | ----------- | --------------- |
| 1956 | Giochi olimpici | Melbourne | 200 m piani    | 4ª         | 24"0        |                 |
| 1956 | Giochi olimpici | Melbourne | 4×100 m        | Oro        | 44"5        | Record mondiale |
| 1960 | Giochi olimpici | Roma      | 200 m piani    | Semifinale | 24"3        |                 |
| 1960 | Giochi olimpici | Roma      | Salto in lungo | 15ª        | 5,82 m      |                 |
| 1960 | Giochi olimpici | Roma      | 4×100 m        | Batteria   | dq          |                 |